# Ляховые
Ляховые (Ляховая) — деревня в центре Брейтовского района Ярославской области России на высоте 114 м над уровнем моря. Через деревню протекает река Изоха, впадающая в реку Окулиху.

## История
До революции многие жители занимались заготовкой леса для строительства, что привлекало крестьян с окрестных регионов на заработки. В 30-х годах XX века в деревне насчитывалось до ста жилых изб. Основное занятия населения в те годы — возделывание зерновых, льна, корнеплодов, животноводство (свиноводство, птицеводство, коневодство). В деревне имелись риги и амбары. В центре деревни был клуб, на окраине — магазин, конюшня, за мостом через Изоху — начальная школа. За околицей располагались молочная ферма с телятником и водонапорной башней с ледником в основании, а также грибоварня и капустники. Деревня относилась к приходу с. Покровское в Раменье, Мологский у./Брейтовский р-н, (теперь Некоузский р-н).

## Настоящее время
К началу XXI века осталось 33 дома, из них обитаемы только 17 (летом) и 8 (зимой). Население на 1 января 2007 — 13 человек.
Подъездные дороги к деревне отсутствуют. Беспрепятственный проезд и доставка грузов возможны только летом.
Вокруг деревни произрастают леса, богатые ягодами, грибами, травами. На территории государственного заказника обитают лоси, лисы, зайцы, бобры и пр.

## Население
| 2007 | 2010 |
| ---- | ---- |
| 13   | ↘9   |